# 伊爾杜安
伊爾杜安（法語：Hilduin，775年—840年11月22日），曾任巴黎主教，法王路易一世的私人教士，也是個著名的作家。他復興了聖德尼修道院（Abbey of St. Denis，位於今天的聖德尼聖殿）。

## 生平
伊爾杜安生於一個富有的法蘭克家族中，在阿爾琴的學校中接受教育。他的學識淵博，與拉巴努斯·莫鲁斯齊名。
815年，伊爾杜安接手巴黎近郊的聖德尼修道院。之後又主管聖日耳曼德佩修道院、蘇瓦松的聖梅達修道院（Abbey of St-Médard）以及魯昂的聖旺修道院（Abbey of St-Ouen，位於今天的聖旺教堂）。819年，虔誠者路易授與他巴黎主教的職位（一說是在822年之前）。
824年，他伴隨虔誠者路易的兒子，洛泰爾一世，出使羅馬。在此期間，他可能參與了調停教宗安日納二世選舉的紛爭。他從羅馬返回時，帶回聖巴斯弟盎的一些遺物，並將它們安放在聖梅達修道院中。
830年，虔誠者路易與他兒子發生戰爭，伊爾杜安選擇支持虔誠者路易的兒子。他因此被剝奪修道院長的職位，被囚禁在帕德博恩，之後轉往寇威修道院（Corvey Abbey）。寇威修道院院長瓦林（Warin）待他如上賓，為了回報，他將聖維塔的遺物致贈給他。